# Hôtel de la Caisse d'épargne de Tulle
L’hôtel de la Caisse d’épargne est un bâtiment de la fin du XIXe siècle situé à Tulle, en France.

## Situation et accès
L’édifice est situé au no 18 du quai de la République, dans le centre-ville de Tulle, et plus largement vers le centre du département de la Corrèze.

## Histoire

### Contexte
La Caisse d’épargne de Tulle — dont les statuts sont délibérés par le conseil municipal les 15 et 16 août 1835 — est autorisée par ordonnance royale du 5 février 1836.

« La caisse d’épargnes et de prévoyance fondée à Tulle, département de la Corrèze, est autorisée.
Sont approuvés les statuts de ladite caisse tels qu’ils sont contenus dans la délibération du conseil municipal de cette ville, en date du 16 août 1835, dont une expédition conforme restera déposée aux archives du ministère du commerce. »

— Article 1er de l’ordonnance du roi portant autorisation de la caisse d’épargnes fondée à Tulle (Corrèze)

### Projet
En juillet 1893, les administrateurs de la Caisse d’épargne de Tulle décident la construction d’un nouvel hôtel pour son institution à l’emplacement de leur siège d’alors, rue de la République. Le nouvel édifice est conçu dans l’alignement du quai.